# Duque de Valentinois
El duque de Valentinois (francés: Duc de Valentinois; italiano: Duca Valentino), anteriormente conde de Valentinois, es un título nobiliario, originario de los pares de Francia, y actualmente uno de los muchos títulos hereditarios reclamados por el príncipe de Mónaco a pesar de su extinción en la legislación francesa en 1949. El título indicaba antiguamente el control del Ducado de Valentinois, pero al integrarse este como parte de Francia el título pasó a ser nominal.
Fue creado por lo menos en cuatro ocasiones: en 1498 para César Borgia, en 1548 para Diana de Poitiers, en 1642 para Honorato II de Mónaco, y autorizado Iure uxoris o fórmula matrimonial en 1715 para Jaime Goyon de Matignon.

## Antecedentes
El condado de Valentinois fue un feudo dentro del Delfinado de Viennois, como parte del Sacro Imperio Romano desde 1032. Sus propietarios fueron poderosos señores en la Edad Media y el renacimiento. Durante el siglo XV, el Delfinado de Viennois estuvo en manos de los delfines de la Casa de la Tour du Pin, se encontraron involucrados en diversos conflictos en tiempos de las dinastías Capeto y Valois, reyes de Francia. El último Delfín, Humberto II de la Tour du Pin, derrochó su patrimonio financiando una desastrosa cruzada para conquistar tierra santa. Después de la muerte de su único hijo y sucesor Andrés, vendió lo que quedaba de su patrimonio al mejor postor.
Su esperanza era vender su patrimonio al Papa Benedicto XII en 1339, pero en medio de la negociación el trato fue deshecho. Finalmente Humberto de la Tour du Pin, vendió todo a Felipe VI de Francia en 1349 por 400 000 écus y una pensión anual. No obstante, y para mantener las apariencias, la venta fue referida como una transferencia. Para prevenir que el título se extinguiera, Humberto instituyó una estatuto que daba al delfinado una exención de impuesto. Este estatuto fue sujeto a las deliberaciones del Parlamento local, teniendo como consecuencia, la conservación de sus privilegios territoriales.
Desde 1349 el Delfinado fue transformado en un título llevado por los herederos del trono francés. En 1498, Luis XII de Francia dividió las tierras del Delfinado, entregando Valence, Diois y Grenoble a César Borgia en calidad de ducado de Valentinois, ducado cuya transmisión hereditaria fue regulada en un orden agnaticio.

### Primera creación
César Borgia fue creado por Patente Real Par de Francia, duque de Valentinois y conde de Dyois en 1498, por Luis XII de Francia. Después de su muerte, su hija Luisa Borgia se convirtió en duquesa de Valentinois suo iure.
La primera creación del ducado de Valentinois, se debió a las negociaciones territoriales sostenidas por la Santa Sede y Francia, en virtud de la posesión que ejercía la Santa Sede sobre los antiguos territorios papales en Francia. La negociación resultante fue el abandono de dichos territorios por parte del Papa Alejandro VI, a cambio del feudo llamado ducado de Valentinois para su hijo César Borgia, quien a partir de ese momento sería Par de Francia, duque de Valentinois y conde de Dyois, como consecuencia alterna, el enlace matrimonial entre César Borgia y Carlota de Albret, Princesa de Francia. En 1499, los títulos fueron sancionados por Autoridad Apostólica y el Colegio Cardenalicio, pasando a formar parte de la nobleza pontificia.

### Segunda creación
Enrique II de Francia nombró a Diana de Poitiers duquesa de Valentinois en 1548.

### Tercera creación
El rey Luis XIII de Francia creó el título por patente real, firmada en mayo de 1642 y registrada el 18 de julio de 1642 como un conglomerado de fincas en la provincia del delfinado, que había otorgado previamente a Honorato II, príncipe de Mónaco.
La primera persona en ostentar el título fue el príncipe monegasco Honorato II, reinante en el momento en el que se le otorgó, y a su muerte pasó a su hijo Luis I, y de este al hijo de Luis, Antonio I. Sin embargo, la herencia del título se restringía a los herederos varones, y al tener Antonio solo hijas, debía pasar a su hermano Francisco Honorato Grimaldi, arzobispo de Besanzón, pero fue extinguido el 22 de julio de 1715, cuando Francisco Honorato perdió su derecho a suceder a Antonio.

### Cuarta creación
El 20 de octubre de 1715, la hija mayor y heredera de Antonio I, Luisa Hipólita, última Grimaldi legitima y directa, se casó con Jacques-François Goyon de Matignon (futuro Jaime I), quien había firmado un contrato por el que se comprometía a tomar el apellido Grimaldi. Por ello, Luis XV autorizó Iure uxoris el título de Valentinois por patente real, firmada en diciembre de 1715 y registrada el 2 de septiembre de 1716 para el príncipe Jaime I, que había sucedido a su suegro Antonio, desde entonces, el ducado de Valentinois dejó ser Par de Francia; así como también, pasó a ser heredado sin un orden agnatico estricto. Este podía ser heredado por línea femenina.
Tras la abdicación de Jaime en 1733, el título pasó sin interrupción durante varias generaciones: de Jaime a Honorato III, Honorato IV, Honorato V, Florestán I, Carlos III y Alberto I. 
Alberto I, en contra de las leyes establecidas por la República Francesa, cedió el título a su nieta adoptada Carlota el 20 de mayo de 1919. El 20 de marzo de 1920, poco después de la boda de Carlota y el conde Pedro de Polignac, él pasó a ser duque consorte, habiendo cambiado su apellido por el de Grimaldi. La cesión del título a Carlota, se había hecho en contra de la constitución de la Tercera República Francesa que determinaba la extinción de todos los títulos nobiliarios de Francia, esto constituyó una flagrante violación a la misma, con anuencia de Raymond Poincare presidente de Francia y presidente del Consejo de Mónaco.
Luis II, que sucedió a Alberto en 1922, nunca tuvo el título para sí. Aunque su padre lo había concedido a Carlota, su derecho de sucesión quedó con Luis y sus descendientes y, en consecuencia, a su muerte sin heredero legítimo en 1949, se extinguió en la legislación francesa. Sin embargo, su sucesor Raniero III lo continuó reclamando, posiblemente por la creencia de que, como sugiere François Velde, fue «implícitamente recreado para Carlota por la República Francesa en 1919 cuando su adopción fue aprobada». A pesar de ese argumento, la República Francesa no ha creado ni recreado ningún ducado.

## Lista de condes y duques

Blasón del condado de Valentinois.

### Condes de Valentinois
- 879-912: Adalelme
- 912-943: Bosón, hijo de Adalalme
- 943-960: Geilin I
- 960-985: ?
- 985-10??: Lamberto
- 10??-1058: Aimaro (o Ademaro)
- 1058-10??: Geilin II

### Duques de Valentinois
Primera creación
- César Borgia (1498-1507)
- Luisa Borgia (1508-1553)

Segunda creación
- Diana de Poitiers (1548-1566)

Tercera creación
- Honorato II (1642-1662)
- Luis I (1662-1701)
- Antonio I (1701-1715)

Cuarta creación
- Jaime I (1716–1733)
- Honorato III (1733-1793)
- Honorato IV (1814-1819)
- Honorato V (1819-1841)
- Florestán I (1841-1856)
- Carlos III (1856-1889)
- Alberto I (1889-1922)
- Luis II (1870-1949)

## Título monegasco
Los príncipes de Mónaco regularmente llevaban este título hasta 1949, la fecha de la muerte del príncipe Luis II de Mónaco. Como es un título de derecho francés, lógicamente no puede ser transmitido por mujeres o por bastardía. Sin embargo, el príncipe creó este título en la nobleza monegasca y se lo dio a su hija ilegítima, Carlota de Mónaco y su esposo.
- Carlota (1919-1977)
- Raniero III (1977-2005)
- Alberto II (2005-presente)